# Авалон (Пенсилванија)
Авалон (енгл. Avalon) град је у америчкој савезној држави Пенсилванија.

## Демографија
По попису из 2010. године број становника је 4.705, што је 589 (-11,1%) становника мање него 2000. године.
| Група             | 2000.         | 2010.         |
| Белци             | 4.898 (92,5%) | 4.086 (86,8%) |
| Афроамериканци    | 257 (4,9%)    | 408 (8,7%)    |
| Азијати           | 24 (0,5%)     | 25 (0,5%)     |
| Хиспаноамериканци | 31 (0,6%)     | 57 (1,2%)     |
| Укупно            | 5.294         | 4.705         |